# Jean-Marie Petit
Jean-Marie Petit (en occitan, Joan Maria Petit, né le 15 septembre 1941 à Béziers et mort le 1er août 2020 à Montpellier) est un poète et un universitaire d'expression française et occitane, il est originaire de Quarante, près de Capestang, en plein vignoble languedocien. Il est issu d'une famille de vignerons atypiques : son père fut pilote dans l’aéropostale avant de revenir à la terre.
Professeur honoraire de l’Université Paul-Valéry, son domaine de prédilection est l’oralité occitane sous toutes ses formes. Il publie plusieurs recueils de poésie jusque dans les années 80. Son Bestiari est mis en musique par le chanteur Patric. Aux débuts du CIDO, il compile des hommages à son beau-père Charles Camproux et à Léon Cordes. Après un long silence, il reprend la parole en 2005 avec le recueil Nostra Dòna dels espotits (Notre-Dame des écrasés).